# Ternate (Italia)
Ternate (Ternà in dialetto varesotto) è un comune italiano di 2 515 abitanti della provincia di Varese in Lombardia.

## Storia

### Preistoria
Le scoperte di palafitte preistoriche nei laghi svizzeri alla metà dell'Ottocento accesero la curiosità di studiosi italiani e lombardi che, indagando nei laghi varesotti, ottennero risultati significativi sul lago di Varese e sul vicino lago di Monate (1864). Vennero anche effettuate ricerche sul lago di Comabbio, tuttavia si resero difficoltose a causa della sua natura limacciosa, che permisero, nell'area ternatese, solo il rinvenimento di carboni e testate di palo e di altri reperti, come una piroga monossile, di cui però si è persa traccia; non è stato pertanto possibile dare una precisa collocazione cronologica, che li farebbero risalire all'Età del bronzo.
Una certa presenza preistorica nel territorio ternatese è stata riscontrata nella Palude Brabbia, nei pressi della Palude Lia, oggi individuabile presso Cascina Palude, denominata localmente Cà dul Lia, grazie a Napoleone Borghi, proprietario del lago. Egli, infatti, nel settembre del 1879 scopri una stazione preistorica, un rialzo di terra formato da una serie numerosa di cumuli alti da 70 cm a 2.20 m su un'area di 8000 m2, rinvenendovi 300 coltellini in selce, 500 cocci di ceramica, carboni, legni appuntiti e un arco di castagno di 1.14 m con due cuspidi di selce ed una freccia con una cuspide in selce ancora innestata.

### Periodo romano
La presenza romana a Ternate è avvalorata dalla presenza di alcune necropoli fuori dal paese, specialmente nella località Longori o Longarolo, in vicinanza della strada abbandonata tra Travedona e Ternate e nella selva detta "dell'Abbate" posta a destra della strada comunale che porta Biandronno (a poca distanza dal cimitero) grazie ai lavori di recupero effettuati da Giuseppe Quaglia, nell'anno 1879.

### Medioevo
Ternate, dopo la caduta dell'Impero Romano d'Occidente ha seguito le vicende che hanno coinvolto tutti i territori sotto l'influenza delle Pievi e della Diocesi di Milano. 
Punto qualificante nella vita del territorio ternatese è stata la fondazione del Monastero di San Sepolcro nel XI secolo, ad opera di un tale Ansegiso, tempore domni Heriberti, su quell'altura a cavallo tra il Lago di Comabbio e quello di Monate, ove oggi sorge la località omonima; una testimonianza della fondazione di questo monastero è attestata in un diploma dell'Arcivescovo Ariberto, da lui sottoscritto. Viene riportato che costui, su ispirazione divina, aveva edificato una chiesa in onore del Santo Sepolcro di Cristo Redentore vicino alla villa di Trinade (l'attuale Ternate) nella località Crusicula (crocetta, indicante il punto dove le strade formavano una croce, la principale da Comabbio a Travedona e l'altra che scendeva nel borgo di Ternate), sita nella parrocchia della Pieve di S.Pietro di Brebbia. Essendo tale manoscritto non datato, sono state avanzate diverse ipotesi che collocano la fondazione tra il 1024 e il 1032, benché sia plausibile una data antecedente il 1025 (anno in cui l'Arcivescovo di Milano ne ottiene lo iuspatronato). 
Fino al 1065 sono attestate diverse donazioni da parte dei fedeli, che accrebbero enormemente l'importanza religiosa ed economica del monastero. Benché fino al 1137 non si hanno attestazioni di donazioni, non si ha invece un segnale di decadenza economica, dato che il monastero aumentò il proprio patrimonio terriero.

### Simboli
Lo stemma e il gonfalone sono stati concessi con decreto del presidente della Repubblica del 6 maggio 1980. Lo stemma è uno scudo di azzurro, troncato da una fascia d'argento: nella parte superiore un monte di verde accompagnato nel cantone destro del capo da una mitra d'argento; in quella inferiore due fasce ondate d'argento. 
Il gonfalone è un drappo troncato di bianco e di azzurro.

## Monumenti e luoghi d'interesse
- Chiesa parrocchiale dei Santi Quirico e Giulitta, costruita nel XIX secolo
- Chiesa di Santa Maria del Sasso, rimaneggiata nel XVII secolo

## Società

### Evoluzione demografica
- 248 nel 1751
- 406 nel 1805
- 613 nel 1809 dopo annessione di Varano
- 726 nel 1853

Abitanti censiti

## Cultura
Dal 2012, si tiene annualmente, presso il parco Berrini, il Woodinstock Music Art Festival, un festival che unisce musica, arte e sport col fine di raccogliere fondi da destinare alla ricerca sulla malattia di Parkinson.

## Infrastrutture e trasporti

### Stazioni ferroviarie
Stazione ferroviaria di Ternate-Varano Borghi lungo la linea ferroviaria Milano-Luino. Il locale è ubicato interamente nel territorio comunale, sede della locale Protezione Civile. 

### Strade
Da Ternate passano le strade provinciali Nº 18 Vergiate-Bardello e che innesta con la Nº 33 "delle Palafitte" Barza-Ternate in direzione Comabbio,

## Amministrazione

### Sindaci dal 1860
| #  | Sindaco                            | Durata mandato                      | Lista                        |
| -- | ---------------------------------- | ----------------------------------- | ---------------------------- |
| 1  | Emilio Rosnati                     | 1860 - 1890                         |                              |
| 2  | Tito Rosnati                       | 1890 - 1905                         |                              |
| 3  | Vincenzo Giorgetti                 | 1905 - 1914                         |                              |
| 4  | Giacomo Botta                      | 1914 - 1920                         |                              |
| 5  | Aurelio Tamborini                  | 1920 - 1923                         |                              |
| 6  | Comm. Pref. Luigi Rinaldo Arrigoni | 1923 - 1925                         |                              |
| 7  | Podestà Luigi Rinaldo Arrigoni     | 1926 - 1928                         | PNF                          |
| 8  | Comm. Pref. Umberto Palazzini      | 1928 - 1934                         |                              |
| 9  | Podestà Enrico Rosnati             | 1934 - 1945                         | PNF                          |
| 10 | Guido Rocchetti                    | 1946                                |                              |
| 11 | Antonio Nidoli                     | 1947 - 1950                         |                              |
| 12 | Luigi Arrigoni                     | 1951 - 1956                         |                              |
| 13 | Carlo Soresina                     | 1956 - 1960                         |                              |
| 14 | Daniele Casola                     | 1960 - 1964 1964 - 1970 1970 - 1975 |                              |
| 15 | Oscar Falcomer                     | 1975 - 1980                         |                              |
| 16 | Franco Vasconi                     | 1980 - 1985 1985 - 1990 1990 - 1995 | lista civica (DC - PSI)      |
| 17 | Elena Sessa                        | 1995 - 1999 1999 - 2004             | lista civica                 |
| 18 | Enzo Grieco                        | 2004 - 2009 2009 - 2014 2014 - 2019 | lista civica "Vivi Ternate"  |
| 19 | Lorenzo Baratelli                  | 2019 (in carica)                    | lista civica "SiAmo Ternate" |

## Sport
Ternate ospitava annualmente il "Torneo tra i laghi", l'unica manifestazione internazionale indoor di tiro con l'arco organizzata in Italia.